# Dolmen de Plantées de Rives
Le dolmen de Plantées de Rive est une sépulture mégalithique découverte en 1876 à Colombier, ancienne commune Suisse au Canton de Neuchâtel. Son lieu de découverte a été fouillé une deuxième fois en 2013, ce qui a mené à la découverte d'un tumulus, un alignement, des foyers et d'autres sépultures. 

## Le dolmen

### Situation du dolmen
Découvert sur le lieu-dit Plantées de Rive à Colombier en 1876, le dolmen fut déplacé et remonté plusieurs fois avant d'être intégré en 2004 dans le parc du Laténium, Musée cantonal d'archéologie de Neuchâtel, à Hauterive.

### Description du dolmen
Le dolmen est constitué de dalles de granite, gneiss et schiste, grossièrement taillées à partir de blocs d'origine alpine. Lors de sa découverte, il était orienté nord-ouest/sud-est, similairement à son orientation actuelle dans le parc du Laténium.
Son caveau central est de forme rectangulaire et mesure 1,6 m sur 1,2 m pour une hauteur de 1,8 m. Trois dalles qui se prolongent vers l'arrière et l'avant en formant des antennes ferment les côtés latéraux. Un couloir plus étroit flanque chaque côté. La chambre funéraire est munie d'une dalle d'accès avec une ouverture d'une largeur de 50 cm de diamètre, ce qui était suffisant pour faire glisser les défunts et les offrandes à l'intérieur de la chambre,. 
Le dolmen contenait les sépultures de près de 20 personnes, qui avaient été déposées dans le caveau central et les couloirs latéraux, ainsi que des objets de parures de deux périodes différentes. Les objets de parure datant du Néolithique sont essentiellement des pendentifs en roche perforée, à base de défense de sanglier, ou de dents d'ours et de loup. Deux anneaux et une épingle en bronze datent de l'âge du Bronze moyen, entre 1'600 et 1'500 av. J.-C. Une sépulture d'enfant trouvée à proximité contenait deux paires de bracelets, datant aussi du Bronze moyen. 
Un tel mélange de périodes parmi les objets trouvés dans le dolmen s'explique par une longue utilisation en tant que sépulture collective. Le dolmen aurait aussi pu, dans ces circonstances, connaître plusieurs phases de construction et de réaménagements. 
Il se peut que les éléments du dolmen ont connu deux utilisations successives, car la face supérieure de la dalle de couverture présente des rainures sans lien fonctionnel avec le monument dans sa forme finale, ce qui a mené à l'hypothèse que les dalles auraient été des éléments d'un ou plusieurs dolmens simples, voire du type Schwörstadt, entre la fin du IVe millénaire av. J.-C. et le début du IIIe millénaire av. J.-C., avant d'être réutilisées pour construire le dolmen dans sa forme finale. Sa typologie finale se rapproche du groupe des dolmens à allée couverte ou des dolmens de type Aillevans, qui datent du IIIe millénaire av. J.-C.

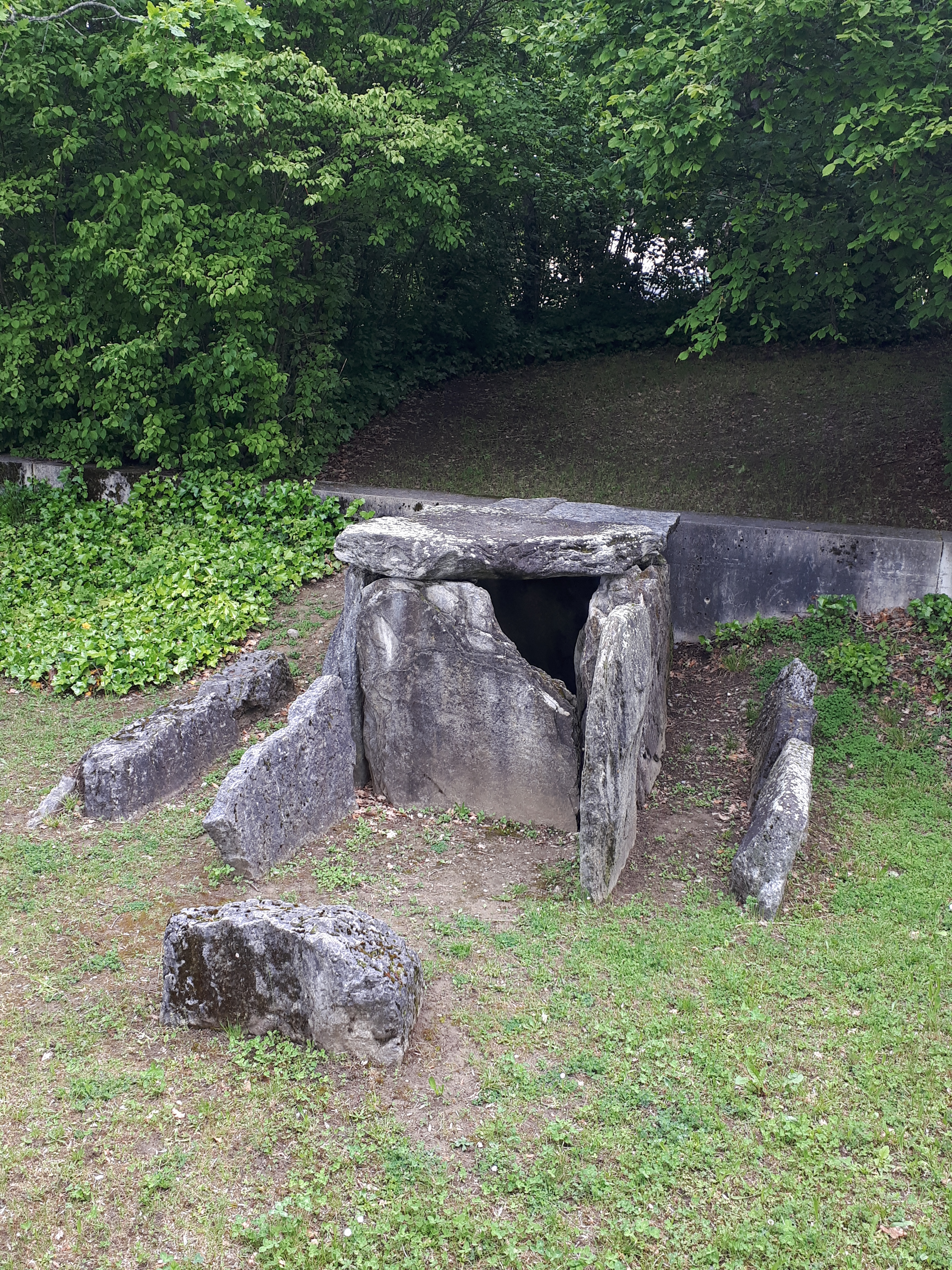
Dolmen du Plant de Rives à Auvernier, vue de l'entrée

Les fouilles menées sur le site en 2013 ont permis une datation du dolmen au milieu du IIIe millénaire av. J.-C..

### Histoire du dolmen
Le dolmen fut découvert en janvier 1876 lors de travaux d'excavation pour le restaurant Le Lacustre. Contrairement à d'autres fouilles de l'époque autour de monuments mégalithiques de la région, la fouille de ce dolmen a été documentée d'une manière assez précise par Édouard Desor,.
Son très bon état de conservation et un lien supposé avec les sites palafittiques proches avait suscité un grand intérêt du public, raison pour laquelle il fut transporté puis exposé sur la terrasse du château de Neuchâtel pendant 10 ans une fois les fouilles terminées, avant d'être transféré devant le musée d'Art et d'Histoire de Neuchâtel. En 1953, le dolmen fut déménagé à Colombier, près de son emplacement original, avant d'être transféré en 2004 dans le parc du Laténium, musée cantonal d'archéologie de Neuchâtel inauguré en 2001 à Hauterive. Au fil de ces déplacements, l'architecture d'origine du dolmen a subi plusieurs modifications à cause de dégâts, faute de précisions lors des reconstructions, lors desquelles certaines pièces modernes ont été ajoutées pour redonner au monument un aspect proche de son état d'origine.

## Le site mégalithique de Plantées de Rive
Lors de la démolition du restaurant Le Lacustre en 2013, dont la construction avait mené à la découverte du dolmen en 1876, des fouilles de sauvetage ont non seulement permis de recenser l'emplacement original du dolmen, mais aussi mis au jour un site mégalithique plus étendu.

### Situation
Sur l'étendue fouillée, le site présente un foyer au nord de l'emplacement de l'ancien restaurant, et un autre foyer ainsi qu'un menhir isolé couché à l'ouest du restaurant. Les emplacements originaux du dolmen et de la sépulture d'enfant se trouvaient sous la partie ouest du restaurant, à proximité du menhir couché. Au sud du restaurant se trouvaient un tumulus, dont une moitié fut détruite lors de la construction du restaurant, un alignement de pierre qui fut intégré dans le côté ouest du tumulus lors de sa construction, deux foyers ainsi qu'une crémation et une inhumation au sud du tumulus. Le site de Plantées de Rive se trouve à proximité de plusieurs stations lacustres, un peu en retrait sur la rive.

### Datation
Globalement, le site montre des signes de fréquentation qui commencent entre 3 250-3 090 av. J.-C. et qui perdurent jusqu'à l'abandon du site vers 980-820 av. J.-C., même si certaines périodes semblent dépourvues d'activités de construction.
Les plus anciennes structures du site sont les deux foyers au sud du tumulus, visibles à travers des couches de cendres dans la terre, qui datent du Néolithique tardif (culture de Horgen-Lüscherz). Ce sont les premiers signes d'une occupation du site avant la construction de l'alignement et du menhir isolé pendant l'Auvernier Cordé. La stratigraphie de l'emplacement original du dolmen a permis de le dater au milieu du IIIe millénaire av. J.-C., après les constructions mégalithiques. Des analyses au radiocarbone démontrent que le site est aussi fréquenté au début de l'âge du bronze, sans qu'il y ait eu des constructions recensées sur l'étendue fouillée.
La phase la plus intense de construction et de fréquentation a lieu au bronze moyen, soit entre 1 600 et 1 500 av. J.-C., qui voit la construction du tumulus des trois autres tombes, ainsi que l'utilisation du dolmen. Entre 1 500 et 1 230 av. J.-C., soit au bronze tardif, la fréquentation décline jusqu'à l'abandon du site et seuls les deux foyers au nord et à l'ouest du site sont attestés pour cette période.

### Description
En général, le site s'est avéré pauvre en objets et a donné surtout des éclats de céramique, des outils en pierre taillée ou polie, ainsi que des objets de parure en bronze et en ambre.

#### L'alignement
L'alignement a pu être recensé sur une longueur d'environ 5 m sur son orientation nord-sud et était composé de 8 dalles érigées verticalement. Seule la plus grande des dalles semble avoir été encore debout lors de la construction du tumulus.

#### Le tumulus
Le tumulus se trouvait à environ 5 m du dolmen et avait un diamètre de 7 m. Seule la moitié sud/sud-ouest n'a pas été touchée par la construction du restaurant. En partie rempli de blocs de calcaire, le tumulus était encerclé par des dalles de roche alpine de tailles variables, dont 18 ont été retrouvées. Sur le côté ouest du tumulus, ce cercle de dalles intégrait la dalle la plus grande de l'alignement. Plusieurs des autres dalles portent aussi des traces d'une utilisation antérieure et pourraient donc être issues d'un monument antérieur. La sépulture au centre du tumulus, conservée en partie, contenait un homme, âgé de 20 à 30 ans, enterré dans un cercueil fait à base d'un seul tronc d'arbre avec la tête du défunt orientée vers l'est. Une seule épingle en bronze a été trouvée avec le défunt.

#### Les deux tombes
À 2 m au sud du tumulus, deux autres sépultures ont été recensées, à 70 cm l'une de l'autre. Celle à l'est était une inhumation d'une femme dans une caisse en bois sur un lit de gravier. La défunte était couchée sur le dos, sa tête orientée vers le nord. Les éléments de sa parure retrouvés sont deux épingles en bronze, six crochets en tiges de bronze torsadé ainsi qu'une perle en ambre avec des cercles concentriques gravés.
La deuxième tombe, à l'ouest de l'inhumation, était une crémation, qui avait eu lieu sur place sur un lit de pierre. Les restes d'ossements ont pu être identifiés comme ceux d'un homme d'environ 30 ans.

### Interprétation du site
La constellation du site mégalithique de Plantées de Rive est inhabituelle. On y constate non seulement une forte densité de monuments pour cette petite surface, mais aussi une combinaison de types de monuments avec très peu d'autres sites comparables sur le Plateau suisse. Les éléments individuels du site, soit l'alignement, le tumulus et le dolmen, reflètent des pratiques émanant d'origines différentes.
La pratique des monuments mégalithiques tels que les menhirs et alignements est surtout connue de la côte atlantique et en Suisse en deux phases dans la région du lac Léman et sur la rive nord du lac de Neuchâtel. Les sites de la région comme Clendy à Yverdon, Saint-Aubin-Derrière La Croix ou encore Treytel-A Sugiez sont également des exemples de telles constructions. Une première phase de construction mégalithique a eu lieu pendant la deuxième moitié du Ve millénaire av. J.-C., puis une deuxième phase au IIIe millénaire av. J.-C., dans laquelle se situent les constructions du site de Plantées de Rive.
Les dolmens, qui apparaissent en Suisse vers la fin du IVe millénaire av. J.-C., sont peu nombreux au sud du Jura. Le dolmen de Plantées de Rives pourrait s'apparenter aux dolmens de Franche-Comté, mais les sites de Franche-Comté sont dépourvus de dalles verticales ou stèles.
Au bronze moyen, les tumulus sont une forme de sépulture dominante issue de l'est de l'Europe centrale et en général, les tumulus trouvés dans la région autour du site sont simples, souvent juste des monticules de terre ou de pierre, contrairement au tumulus de Plantées de Rive au caractère monumental. Il est possible que cette monumentalité et le caractère mégalithique du tumulus de Plantées de Rive soient dus au désir de continuer la construction du style mégalithique et de l'opportunisme envers les matériaux à disposition sur place avec l'intégration de l'alignement dans le tumulus. En dehors cette tradition, la crémation et l'inhumation à côté du tumulus attestent que plusieurs traditions d'inhumation ont existé au même endroit pendant la même période.
Le site de Colombier est le point de contact entre la tradition des stèles mégalithiques en Suisse Romande et l'aire d'influence des dolmens, ce qui a mené à l'existence de ces deux traditions sur le même site. La forte densité de population dans les terres de la baie d'Auvernier a probablement aussi joué un rôle dans la continuité des formes architectoniques ainsi que la diversité des formes de monuments trouvés sur le site. Au Néolithique et au bronze moyen, les monuments mégalithiques et les tumulus forment les seules traces pérennes de la présence humaine, ce qui a entraîné l'utilisation de ces sites pendant de longues périodes, et dans le cas de Plantées de Rive, aussi à travers des changements de société qui à chaque fois ont marqué le site selon leurs coutumes.